# 浜松市体育館
浜松市体育館（はままつしたいいくかん）は、静岡県浜松市中区（現在の中央区）にあった体育館。正式名称は厚生年金浜松市体育館であった。

## 概要
所在地：静岡県浜松市中区元城町100-2（閉館当時。現在の静岡県浜松市中央区元城町100-2）
1963年4月1日完成。浜松市市制50周年（1961年）特別事業の一環として建設された。ボクシング、プロレス、卓球、大相撲（地方巡業）の試合などが行われた。日本プロレスの父：力道山が生前最後の試合を行った会場でもあった。
近くには浜松城公園、ホテルコンコルド浜松などがある。
施設の老朽化に加え耐震性の問題も浮上したため、2008年3月20日をもって閉館し、その後取り壊された。跡地は、浜松城公園の再整備計画が決まるまでは、芝生公園や、駐車場として整備する予定。
その後の代替施設は、浜松アリーナ、浜北総合体育館とされている。